# Akim
Akim è un personaggio immaginario dei fumetti ideato da Roberto Renzi e dal disegnatore Augusto Pedrazza nel 1950 e protagonista di varie serie a fumetti pubblicate in Italia e in Francia. È uno dei fumetti più longevi e popolari del genere tarzanide essendo stato pubblicato per oltre quarant'anni, dal 1950 al 1967 e poi, con altri autori, dal 1976 al 1983. La serie è fortemente caratterizzata da una sensibilità ecologista inedita per il periodo.

## Genesi e caratterizzazione del personaggio
Appartiene al filone tematico dei tarzanidi (gli emuli di Tarzan) essendo chiaramente ispirato alla storia del personaggio di Edgar Rice Burroughs anche se i suoi autori ne fanno risalire l'ispirazione alla lettura dei romanzi di Emilio Salgari e di Rudyard Kipling e in particolare al Libro della giungla e ai romanzi dove compare Kim, dal quale presero l'ispirazione per il nome. Renzi aveva già sceneggiato in precedenza un personaggio simile, Roal, il Tarzan del mare, pubblicato in Italia dal 1947 al 1948.
Riesce a comprendere anche gli altri animali i quali hanno un comportamento umano. Nonostante sia quindi un epigono di Tarzan, Akim è riuscito a raggiungere un successo tale grazie alla differenziazione dall'ispirazione originaria e dalla caratterizzazione realizzata dagli autori (ad esempio con la presenza nelle storie di animali che parlano come se fossero umani come ad esempio il gorilla Arab e la pantera nera Orrg o le scimmiette Zig e Ming, l'orso Brik e il leone Rag). Divenuto adulto, insieme al gorilla Kar ed alla scimmia Zig, si trova a vivere ogni genere di avventure contro mostri e scienziati pazzi. Nel 1976, con l'esordio della nuova serie, le origini del protagonista vengono modificate raccontando che Akim è l'unico sopravvissuto di un disastro aereo e facendo ripartire la sua storia e le sue avventure da un nuovo inizio.

## Storia editoriale
La prima collana dedicata al personaggio esordì nel febbraio 1950 e venne edita settimanalmente nel formato a striscia dalle Edizioni Tomasina in due serie per complessivi 894 numeri. Dal 1954 al 1968 le strisce vennero ristampate in cinque serie della collana “Akim Gigante” comprendenti anche storie inedite in un formato spillato simile ai bonellidi. Dal 1976 il personaggio tornò in edicola con una serie pubblicata dapprima dalla case editrice Altamira fino al 1980 e poi dalle Edizioni Quadrifoglio dal 1980 al 1983, per un totale di 84 numeri mensili più un albo speciale. Nel primo numero vennero riscritte le origini del personaggio. Il personaggio venne pubblicato per anni in Francia e in Germania; quando la serie italiana venne interrotta, gli autori continuarono le sue avventure per le Editions Aventures et Voyages. Dal 2003 le storie vennero ristampate dalle Edizioni if.

## Comprimari
Elenco dei principali comprimari della serie:
- il gorilla Kar: inizialmente noto come il gorilla Arab, nei primi anni sessanta viene ribattezzato con il nome di Kar;
- la pantera Farg;
- l'elefante Baroi;
- scimmiette Zig e Ming;
- l'orso Brik;
- il leone Rag;
- l'alieno Mixor;
- ciclope nero Terror;
- Rita Turner: fidanzata di Akim;
- Jim: figlio adottivo di Akim.